# Langebakkersoord
Langebakkersoord is een voormalige gemeente in de provincie Zuid-Holland. Langebakkersoord heeft bestaan van 1 april 1817 tot 1 september 1826,  daarna is het opgegaan in Pernis.

## Geschiedenis
In 1802 vraagt Pernis aan de landelijke overheid om Roozand, Smalland, Langebakkersoord, Deyffelsbroek, en 's-Gravenambacht te laten fuseren. Dit is ook in 1804 daadwerkelijk gebeurd (met uitzondering van 's-Gravenambacht). Het duurde 7 jaar voordat Langebakkersoord werd afgesplitst van Pernis, na deze afsplitsing is Langebakkersoord nog meer dan 11 jaar een eigen gemeente gebleven. Daarna is het definitief bij Pernis gevoegd.
Het grondgebied van deze voormalige gemeente maakt nu deel uit van het industriegebied Vondelingenplaat, ten westen van het dorp Pernis. 